# Charles Loyd

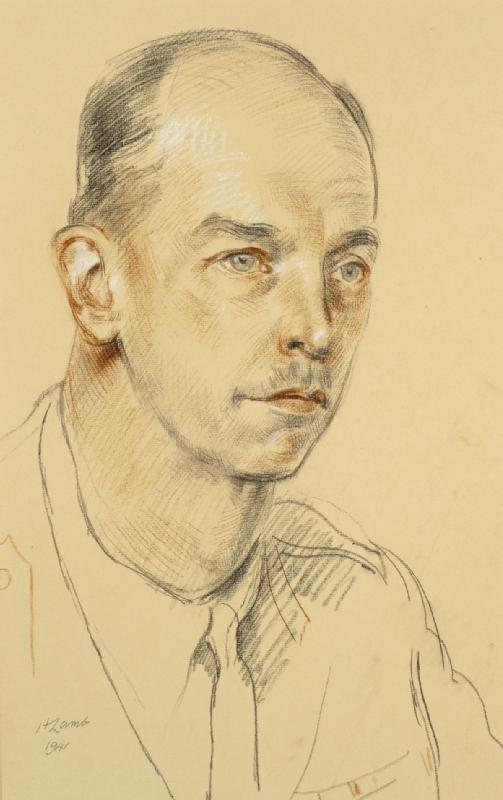
Charles Loyd (Porträt von Henry Lamb)

Sir Henry Charles „Budget“ Loyd, GCVO, KCB, DSO, MC, DL (* 21. Februar 1891 in Belgravia, City of Westminster; † 11. November 1973 in Mettingham, Suffolk) war ein britischer General der British Army, der zuletzt zwischen 1944 und 1947 Kommandeur des Militärbezirks London war.

## Leben

### Offiziersausbildung, Erster und Zweiter Weltkrieg
Henry Charles „Budget“ Loyd, Sohn von Edward Henry Loyd, begann nach dem Besuch des renommierten 1440 gegründeten Eton College eine Offiziersausbildung am Royal Military College Sandhurst. Nach deren Abschluss wurde er 1910 als Leutnant (Second Lieutenant) in das Gardegrenadierregiment Coldstream Guards übernommen. Während des Ersten Weltkrieges diente er an der Westfront und wurde für seine Tapferkeit sowie militärischen Verdienste mit dem Distinguished Service Order (DSO) und dem Military Cross (MC) ausgezeichnet. Nach Kriegsende besuchte er von 1919 bis 1920 das  Staff College Camberley und fand danach zahlreiche weitere Verwendungen als Offizier sowie Stabsoffizier. Er war zwischen 1928 und 1929 Absolvent des Imperial Defence College (IDC) in London und erhielt am 1. Januar 1929 den Brevet-Rang eines Oberstleutnants (Brevet Lieutenant-Colonel). Nach seiner Beförderung zum Oberstleutnant (Lieutenant-Colonel) war er vom 30. November 1929 bis zum 11. Oktober 1932 Kommandeur (Commanding Officer) des 3. Bataillons der Coldstream Guards. Am 12. Oktober 1932 wurde ihm der Brevet-Rang eines Obersts (Brevet Colonel) verliehen, wobei diese Verleihung auf den 12. Oktober 1931 zurückdatiert wurde. Daraufhin war er zwischen dem 12. Oktober 1932 und dem 14. Dezember 1934 Kommandeur des Regimentsbezirks der Coldstream Guards. Während dieser Zeit wurde er am 1. Januar 1933 zum Oberst (Colonel) befördert, wobei auch diese Beförderung auf den 12. Oktober 1931 zurückdatiert wurde. Im Anschluss war er vom 15. Dezember 1934 bis zum 24. Juni 1936 als Generalstabsoffizier 1 im Kriegsministerium (War Office) tätig.
Am 25. Juni 1936 wurde Budget Loyd als Temporary Brigadier Chef des Stabes der britischen Truppen in Ägypten und verblieb auf diesem Posten bis zum 5. Dezember 1938. Nach seiner Rückkehr übernahm er vom 6. Dezember 1938 bis zum 14. Juni 1939 den Posten als Kommandeur der 1. Garde-Brigade (1st (Guards) Brigade). Am 15. Juni 1939 erfolgte seine Beförderung zum Generalmajor (Major-General), wobei diese auf den 22. Juni 1938 zurückdatiert wurde. Danach fungierte er zwischen dem 15. Juni 1939 und dem 16. Mai 1940 als Kommandierender General (General Officer Commanding) der 2. Infanteriedivision (2nd Infantry Division), die zuletzt in Frankreich eingesetzt war. Im weiteren Verlauf des Zweiten Weltkrieges war er vom 18. Juni 1940 bis zum 14. Februar 1941 Inspekteur der Infanterie im Kriegsministerium (Inspector of Infantry, War Office) sowie als Acting Lieutenant-General zwischen dem 15. Februar 1941 und dem 8. März 1942 Chef des Stabes der Heimatstreitkräfte (Chief of Staff, Home Forces). In dieser Verwendung wurde er am 15. Februar 1942 Temporary Lieutenant-General.

### Aufstieg zum General, Ehe und Familie

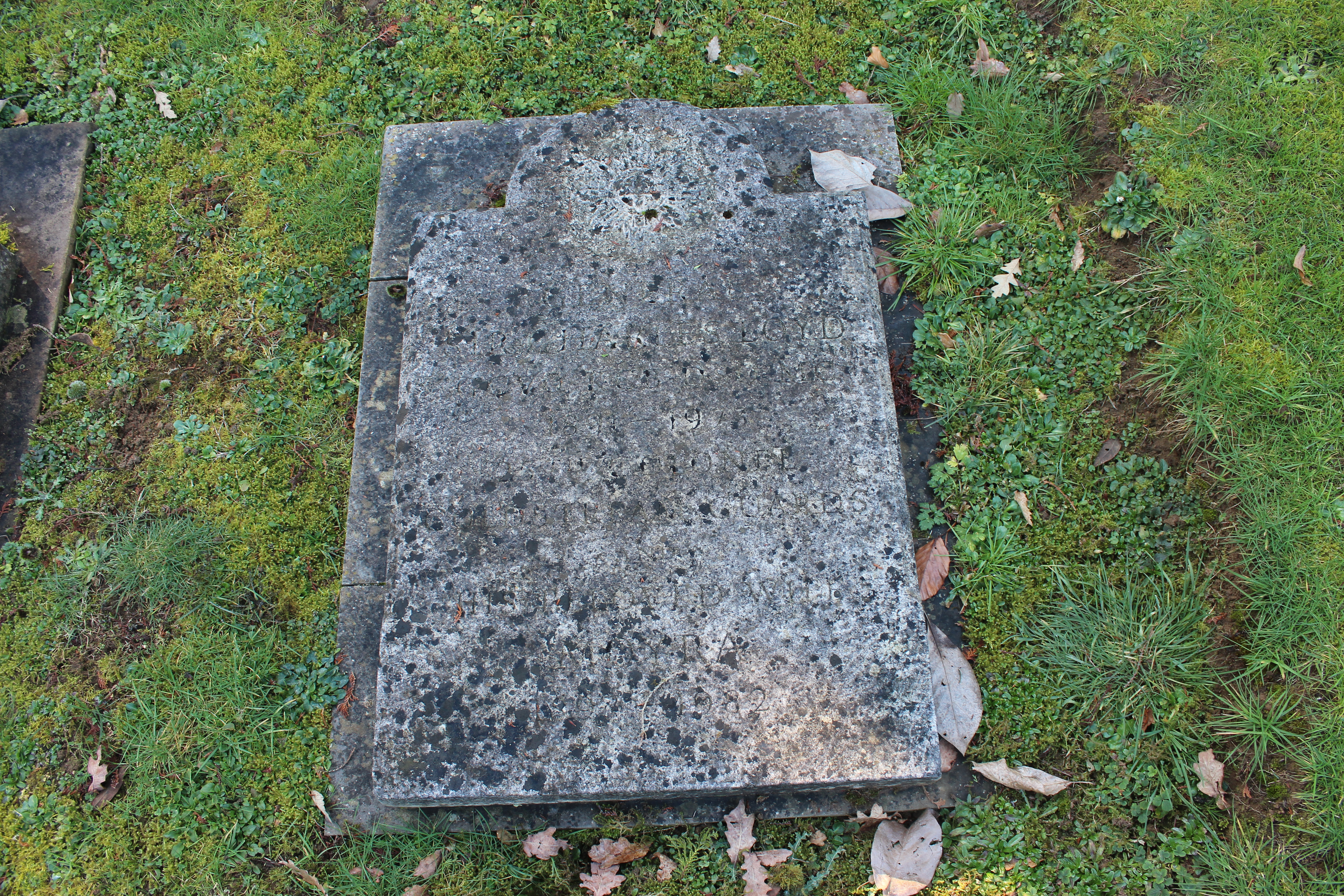
Grab von General Sir Henry Charles Loyd auf dem Friedhof von Peper Harow (Surrey)

Am 9. März 1942 wurde Charles Loyd Oberkommandierender des Heereskommandos Süd (General Officer Commanding in Chief Southern Command) und hatte diesen Posten bis zum 17. Februar 1944 inne. Als solcher wurde er am 1. November 1942 zum Generalleutnant (Lieutenant-General) befördert und zudem am 2. Juni 1943 zum Knight Commander des Order of the Bath (KCB) geschlagen, so dass er seither den Namenszusatz „Sir“ führte. Zuletzt war er vom 18. Februar 1944 bis Februar 1947 sowohl Kommandeur des Militärbezirks London (District Officer Commanding London District) als auch Kommandierender Generalmajor der Gardebrigade (Major-General Commanding Brigade of Guards). Während dieser Zeit wurde er am 12. Februar 1946 zum General befördert sowie am 30. Januar 1947 auch zum Knight Commander des Royal Victorian Order (KCVO) geschlagen. Am 23. April 1947 schied er aus dem aktiven Militärdienst aus und trat in den Ruhestand. Er war jedoch noch zeitweise Deputy Lieutenant (DL) der Grafschaft Norfolk sowie zwischen 1945 und 1966 noch Regimentsoberst (Regimental Colonel) der Coldstream Guards. Am 12. Juni 1965 wurde er für seine langjährigen Verdienste zudem zum Knight Grand Cross des Royal Victorian Order (GCVO) erhoben.
Henry Charles „Budget“ Loyd heiratete am 29. Juli 1922 Lady Moyra Brodrick, Tochter des ehemaligen Kriegsministers und Ministers für Indien St John Brodrick, 1. Earl of Midleton, sowie dessen Ehefrau Lady Hilda Charteris. Aus dieser Ehe ging die Tochter Lavinia Gertrude Georgiana Loyd sowie der Sohn Sir Julian St. John Loyd hervor, der zwischen 1964 und 1961 Verwalter von Sandringham House war, einem Landsitz von Königin Elisabeth II.